# JATユーゴスラビア航空769便墜落事故
JATユーゴスラビア航空769便墜落事故（JATユーゴスラビアこうくう769びんついらくじこ）は、1973年9月11日に発生した航空事故である。スコピエ空港からポドゴリツァ空港へと向かっていたJATユーゴスラビア航空769便（シュド・カラベル VI-N）がマガニック山脈に墜落し、乗員乗客41人全員が死亡した。

## 事故機
事故機のシュド・カラベル VI-N（YU-AHD）は製造番号151として製造され、1963年5月16日に初飛行した。

## 事故の経緯
769便はスコピエ空港からポドゴリツァ空港へと向かう国内線定期便で、フライトの終盤まで問題なく飛行していた。伝えられるところによると、769便の姿はレーダーで確認できず、管制塔のスタッフも目視できていなかったが、769便は降下を始めるよう指示された。この当時、ポドゴリツァの管制には有資格者がいなかった。769便は6,000フィート（1,800m）または適切と思われる高度まで降下するよう指示された。その後、769便はコラシン近くにあるマガニック山脈のMedvjeđi vrh（標高2,140m）の頂上に墜落し乗員乗客41人全員が死亡した。